# 三輪道生
三輪 道生（みわ みちお、1963年 - ）は、日本の医師である。専門は整形外科。宇都宮記念病院副院長、整形外科科長、腰・膝・股関節センター長。
静岡県出身。1989年、防衛医科大学校卒業、同整形外科に入局。1995年、塩原温泉病院、1996年、日本整形外科学会認定整形外科専門医を取得、同年慶應義塾大学医学部整形外科に入局。1997年、清水市立病院医長、1998年、国立栃木病院、1999年、燿生会病院副院長、2004年、院長を経て2010年より宇都宮記念病院副院長。
2012年9月8日、BS-TBSの番組「ヒポクラテスの誓い」に出演した。

## メディア実績

### 著書
- 「腰ひざ股関節シンドローム 100歳までシャキッと歩くために知るべきこと[5]」（幻冬舎、2020年8月8日）
- 「現役スゴ腕整形外科医が教える 本気で治したい人のための 最強のひざ治療[6]」（幻冬舎、2023年3月1日）

### 雑誌掲載
- 「最新医療経営Phaze3」闘い続ける中小病院（日本医療企画、2004年11月）[7]
- 「新時代を切り拓く医療人の生き方『探究マガジン』ばんぶう」the Doctor'sMaster （日本医療企画、2005年2月）[7]
- 「第217号　季刊タイムス（大阪）」四季考「腰椎、PLIF手術の経験談」（2013年2月）[7]
- 「週刊朝日MOOK　『いい病院』2013」手術数でわかる　いい病院　全国＆都道府県別ランキング病院紹介（朝日新聞出版、2013年3月）[7]
- 「病院の実力　2013年総合編」（読売新聞東京本社、2013年3月）[7]
- 「サンデー毎日」腰痛治療のスペシャリスト特集・「情熱医療」プロフェッショナルドクター（毎日新聞出版、2013年8月）[7]
- 「週刊新潮 夏季特大号」膝・股関節手術、脊椎脊髄手術特集・GooDr. グッドクター（新潮社、2013年8月）[7]
- 「季刊フリーマガジン 秋号」カワチスタイル 「膝・腰・股関節の専門医に聞く」~膝の負担を和らげる 洋風生活のススメ~ （2013年9月）[7]
- 「健康ライフアドバイス」（PLUAL (プラール) 季刊誌、2013年10月）[7]
- 「週刊朝日MOOK　『いい病院』2014」全国&地方別ランキング TOP40（朝日新聞出版、2014年2月）[7]
- 「サンデー毎日」脊椎脊髄治療スペシャリスト（毎日新聞出版、2014年5月）[7]
- 「健康ライフアドバイス」（PLUAL (プラール) 季刊誌、2014年5月）[7]
- 「防衛医科大学校 同窓会誌 第49号」群馬・栃木・茨城で活躍する勤務医 開業医（2014年12月）[7]
- 「厚生福祉」一度の手術で寝たきり予防（時事通信社、2015年6月）[7]
- 「カワチスタイル」 秋号（2015年7月）[7]
- 「JA全農とちぎ通信」（2015年9月）[7]
- 「週刊ダイヤモンド」幸せな老後を手に入れる決め手 腰ひざ股関節の治療法を知る。（ダイヤモンド社、2021年1月）[7]
- 「週刊朝日」人工股関節置換術で頼れる病院（朝日新聞出版、2021年6月）[7]

その他多数

### 新聞掲載
- 下野新聞
  - 医療とスポーツの連携「休む」ことの大切さ 高齢でも治療は可能 赤羽有紀子選手 (ホクレンスポーツアドバイザー) 対談（2014年12月）[7]
  - 膝の痛みに再生医療 自家培養軟骨移植術（2015年7月）[7]
  - 寝たきり予防を考える（2017年8月） [7]
- 東京スポーツ新聞
  - 身近な病気、 気になる症状（2017年4月）[7]
- 読売新聞
  - とちぎ健康録 「足腰鍛え 寝たきり防げ」（2017年8月）[7]
- 聖教新聞
  - 変形性膝関節症について（2022年4月）[7]
  - 変形性股関節症について（2022年4月）[7]

その他複数

### メディア出演
- 「ヒポクラテスの誓い」（BSTBS、2012年9月8日、VTR出演）[8]
- 「それ行けDoctor」（CRT栃木放送、2012年、週1回3カ月間パーソナリティ出演）[7]
- 「土曜・ちゃっかり亭」（CRT栃木放送、2014年3月8日、ゲスト出演）[7]
- 「ゆうどきプラス」ひざの痛み 原因と対処法（とちぎテレビ、2021年9月19日、VTR出演）[7]

### その他
- ザ・ドクターズ DVD　「名医紹介サイト」 （動画、2015年10月）[7]
- 爺ちゃん婆ちゃん .com「諦めたら損!?腰、ひざ、股関節の痛み～名医が教える痛みの危険性と対処・治療法【前編】[9] 」（2021年7月6日）
- 爺ちゃん婆ちゃん .com「諦めたら損!?腰、ひざ、股関節の痛み～名医が教える痛みの危険性と対処・治療法【後編】[10] 」（2021年11月30日）

## 講演実績
- 「膝(ひざ) と腰の健康と治療」（老人福祉センター ことぶき会館、2014年6月21日）[7]
- 「膝・腰・股の痛み。 年と共に痛む体の悩み」（三つ葉の会、2014年7月2日）[7]
- 「膝(ひざ)と腰の健康と治療」（とちぎ健康の森 講堂、2014年8月2日）[7]
- 「腰痛について」（栗の四区自治会 栗野コミュニティセンター、2014年8月23日）[7]
- 「ロコモティブシンドロームスペシャリスト 最高の臨床医を目指して。」（防衛医科大学校講堂 招待講演 卒業生代表、2014年9月）[7]
- 「膝・腰・股の痛み 年と共に痛む体の悩み」（多気山桃畑茶屋、2014年10月18日）[7]
- 「老人医療について」（元気の家 地域交流スペース、2014年11月1日）[7]
- 「膝・腰・股関節の痛み」（三つ葉の会、2014年12月20日）[7]
- 「ロコモティブシンドローム 寝たきりにならないために」（宇都宮市文化会館、2015年1月17日）[7]
- 「股関節を治して一生楽しく歩いて過ごしましょう。」（家族の家ひまわり宇都宮豊故郷台、2015年2月1日）[7]
- 「膝・腰・股関節の痛み」（三つ葉の会、2015年2月14日）[7]
- 「膝・腰・股関節の痛み」（社会福祉法人会 南都会、2015年2月28日）[7]
- 「ロコモティブシンドローム 寝たきりにならないために!」（栃木市文化会館大会議室、2015年3月7日）
- 「痛みのない人生で幸せに」（カフェレストランすいごう、2015年6月20日）[7]
- 「膝・腰・股関節の痛みでお困りの方に向けた、先端医療現場で活躍する三輪先生の講和と参加者からの質問タイム」（宇都宮文化会館、2015年6月27日）[7]
- 「寝たきりにならないために。」（桃畑茶屋、2015年7月5日）[7]
- 「予防医学・介護についての勉強会」（特別養護老人ホーム 元気の里、2015年7月19日）[7]
- 「膝・腰・股関節の痛みでお困りの方に向けた、先端医療現場で活躍する三輪先生の講和と参加者からの質問タイム」（アトラス宇都宮ホール、2015年9月13日）[7]
- 「ロコモティブシンドローム寝たきりにならないために!」（宇都宮文化会館 第1会議室、2015年10月17日）[7]
- 「ロコモティブシンドローム 寝たきりにならないために!」（大田原ふれあいの丘シャトー・エスポワール、2015年12月13日）[7]
- 「寝たきりにならないためにー」（建中寺本堂、2017年5月20日）[7]
- 「三輪道生、寝たきりにならないためにー」（二荒山会館、2017年6月11日）[7]
- 健康づくり講演 「寝たきりを予防して人生を楽しもう!」（市貝町役場多目的ホール、2017年7月29日）[7]
- 「ロコモシンドロームの話題から」（栃木県女性薬剤師会 パルウィ とちぎ男女参画センター、2017年7月30日）[7]
- 「~痛みのない、 幸せな人生~」（日本キリスト宣教団 ニューライフチャーチおもちゃのまち、2017年9月17日）[7]
- 「痛みのない、幸せな人生」（栃木県立特別支援学校宇都宮青葉高等学校、2017年9月30日）[7]
- 「~痛みのない、幸せな人生~」（栃木県職員会館 「ニューみくら」、2018年1月20日）[7]
- 「痛みのない、 幸せな人生~現在、 膝、腰、 股関節の障害を持つ方とその予備軍に対しての啓蒙」（栃木市蔵の街観光館 多目的ホール、2018年4月12日）[7]
- 「~寝たきりにならないために腰ひざ股関節を治して楽しく歩こう!~」（新潟日報メディアシップ、2018年5月12日）[7]
- 「人工関節置換術実施患者さんに対し、鍼灸マッサージ治療において、注意すべき事項、術式、術後の対応」（宇都宮総合福祉センター10階大会議室、2018年6月24日）[7]
- 「介護にならないために 『痛みの無い、幸せは人生』」（宇都宮市東武ホテル 小山市ホテル、2018年7月7日）[7]
- 「〜痛みのない、 幸せな人生~ 株式会社 佐藤縫製工業創業50周年記念 講演」（栃木市商工会議所 大ホール、2018年7月29日）[7]
- 「整形外科専門医の講演会『腰、膝、股関節シンドローム』 ~100歳までシャキッと歩くために知るべきこと~」（アトラスファミリーホール鶴田、2019年4月27日）
- 「~寝たきりにならないために、今すべきこと~」（河内総合福祉センター1階大会議場、2019年6月8日）[7]
- 「NIC 健康セミナー腰・膝・股関節シンドローム ~寝たきりゼロへ の挑戦~」（マリンドーム能生 「マリンホール」、2019年6月15日）[7]
- 「痛みの無い、 幸せな人生」（筑西市総合福祉センター 2階ホール、2019年7月13日）[7]
- 「膝・腰・股関節の痛みでお困りの方に向けた先端医療現場で活躍する三輪先生の講和と質疑応答」（アトラス壬生ホール、2019年10月26日）[7]
- 「『腰・膝・股関節シンドローム』 百歳までしっかり歩く為に知るべきこと」（JAおやま おとめホール、2019年11月30日）[7]
- 「腰ひざ股関節シンドローム ~100歳までシャキッと歩くために知るべきこと~」（八重洲ブックセンター8階ギャラリー、2020年11月29日）[7]
- 「『腰ひざ股関節シンドローム』100歳までシャキッと歩く為に知るべきこと」（TKPガーデンシティ、2021年9月10日）[7]
- 「膝・腰・股関節を治して人生を楽しもう！」（オンライン配信、2021年10月3日）[7]
- 「一生困らないために今からできる 『膝・腰・股関節』 管理術 Web 講演」（清原工業団地内 ジュポン、2022年6月30日）[7]
- 「一生困らないために今からできる 「膝・腰・股関節」 管理術 Web 講演」（清原工業団地内 関東電気、2022年11月6日）[7]
- 「一生困らないために今からできる『膝・腰・股関節』 管理術~現役整形外科名医が伝える最新・最善の治療と日常生活のポイント~」（NHKカルチャー オンライン講座、2022年11月6日）[7]

その他多数